# Die Ritter der Tafelrunde (Christoph Hein)
Die Ritter der Tafelrunde ist ein anachronistisches Ideendrama in drei Akten von Christoph Hein, das in der Halle der Artusburg spielt. Die Komödie wurde am 12. April 1989 im Staatsschauspiel Dresden unter der Regie von Klaus Dieter Kirst uraufgeführt. Der Text erschien 1989 im Verlag Luchterhand in Frankfurt am Main und war in „Sinn und Form“ auszugsweise vorabgedruckt worden.

## Handlung

### 1. Akt
Die Ritter der Tafelrunde sind alt und grau geworden. Ein Verfall der Sitten greift um und lässt sich nicht aufhalten. Kinder spielen auf dem Freistuhl – ein Vorgang, der früher, in den besten Jahren der Tafelritter, undenkbar war. Ginevra, die Gattin des Artus, sitzt an der Tafel und liest. Eine Frau, an diesem Tisch sitzend und noch dazu auf dem Freistuhl, war früher ebenso unmöglich. Denn die Tafelrunde war immerzu Rittersache gewesen. Und der Freistuhl – auch „der Stuhl des Auserwählten“ genannt – verschlang oder verbrannte jeden seiner unbefugten Benutzer. Die Ritter der Tafelrunde suchen nicht nur den Gral, sondern sie warten auch auf jenen Auserwählten.
Von den alten Rittern sind Gawein und Lancelot noch auf der Suche nach dem Gral unterwegs. Artus hat keine Nachricht von ihnen.
Ritter Keie berichtet Artus von einem seiner schlimmsten Träume. Da liegt Artus im Grab. Der 20-jährige Sohn Mordret sitzt auf dem Thron. Die Tafel ist zerbrochen.
Artus gesteht Keie seine Zweifel. Er ist sich neuerdings nicht mehr sicher, ob die Ritter der Tafelrunde wirklich alles richtig gemacht haben. Keie hält Artus die eheliche Untreue seiner Frau Ginevra vor. Artus will nichts davon hören. Er liebt Ginevra immer noch.
Ritter Orilus will die guten alten Zeiten mit einem Turnier wieder aufleben lassen, sobald Gawain und Lancelot heimkehren.

### 2. Akt
Orilus will den Zeitschriftenredakteur Parzival zur Rückkehr in die Tafelrunde bewegen. Vergeblich – für Parzival ist die Tafel zerbrochen. Die junge Kunneware will den gealterten Parzival in ihr Bett zurückholen. Parzival sträubt sich; redet sich mit seiner wartenden Ehefrau Blanchefleur heraus. Keie weist Parzival die Schuld am Zerfall des Artusreichs zu. Artus widerspricht und teilt Keie den Inhalt eines Briefs mit, den er von Gawain erhalten hat. Der abtrünnige Ritter will im Castell Merveille im Schloss der hundert Frauen bleiben und seine restliche Lebenszeit als Obstbauer verbringen. Keie schimpft Gawain einen Hurenbock und Schönling. Parzival will den Brief in der nächsten Ausgabe seiner Zeitschrift bringen. Artus ist dagegen. Orilus fordert Artus auf, die ganze Zeitschrift zu verbieten. Artus tut das nicht.
Keies Voreingenommenheit gegen Mordret erweist sich als berechtigt. Unglaublich – Mordret glaubt nicht an die Existenz des Grals. Nach den Gesprächen der Männer könnte der Gral ein großer Edelstein sein oder aber auch das Paradies. Womöglich ist der Gral Gott, die Mutter Maria oder die Geliebte. Parzival bleibt dabei – jeder muss den Gral in sich selbst suchen. Lancelot, vor zwei Jahren als Mann in den besten Jahren ausgeritten, kehrt als Greis zurück.

### 3. Akt
Lancelot sagt nichts mehr, weil er den Gral in keinem Winkel dieser Welt gefunden hat.
Der alte Keie ist froh, dass er die bevorstehende Regentschaft Mordrets nicht mehr miterleben muss. Denn der Junge hält den Gral für ausgestorben und die Ritter der Tafelrunde, diese Dinosaurier, auch. Kunneware vergleicht die Artusburg mit einem Totenhaus. Keie kann das alles nicht so einfach hinnehmen. Er fordert Mordret, den potentiellen Zerstörer des Artusreichs, zum Zweikampf. Der Junge will sich nicht schlagen, sondern lieber auf seinem Zimmer ein Bier trinken. Mordret will kein Ritter der Tafelrunde werden. Da ist sein Vater anderer Meinung. Die Gralssuche bedeute Leben. Parzival muss Artus widersprechen. In den Augen des Volkes seien die Ritter der Tafelrunde Narren und Verbrecher geworden. Der sonst schweigsame Lancelot kann das bestätigen. Auf seiner letzten Suche ist er draußen vom Volk mit Steinen beworfen worden.
Orilus sucht andauernd seine Frau Jeschute. Als sie endlich wieder auftaucht und Kunneware sich verplappert, gesteht sie dem Ehemann, dass sie soeben mit Mordret geschlafen hat.
Schließlich lobt Mordret den Vater. Sein Eingeständnis vom Scheitern der Tafelrunde sei mutig. Mordret, der künftige Zerstörer des Artusreichs, braucht frische Atemluft. Die Tafel samt den Stühlen drumherum werden nach seinem Willen im Museum landen.

## Weitere Aufführungen
1989
1. Oktober: Halle (Saale)
14. Oktober: Erfurt (Städtische Bühnen)
1990
30. Januar: Altenburg
3. Februar: Leipzig
10. Februar: Eisleben
16. März: Zwickau
3. März: Bundesdeutsche Erstaufführung Kassel, Regie: Peter Siefert
27. März: Frankfurt (Oder)
24. April: ZDF/ORF-Ausstrahlung einer Aufzeichnung der Dresdner Inszenierung
1991
17. Februar: Mainz
Februar: Englische Erstaufführung in London.

## Selbstzeugnis
In einer Diskussion im Frühherbst 1990 weist Hein seine Interpreten in die Schranken. So habe er zum Beispiel mit Artus nie und nimmer Honecker gemeint.

## Rezeption

### Äußerungen nach Bühnenaufführungen

#### Aufführungen in Dresden
Nach Max Thomas Mehr („die tageszeitung“, Berlin, am 26. Oktober 1989) gehe es um „die politische Führung der DDR“. Auf Hartmut Krug („Theater heute“, Heft 7, 1989) wirkt die Komödie wie „Palaverdramatik“. Das Dresdner Publikum, das streckenweise ermüdet worden wäre, hätte schließlich überraschenderweise „frenetisch“ applaudiert. Auch Ingrid Seyfarth („Sonntag“, Nummer 20, am 14. Mai 1989) spricht von einem „Palaver als Ritual der Erstarrung“.
Kochta fragt sich nach einer Dresdner Aufführung im Februar 1990 zusammen mit 35 Westberliner Germanisten: Warum zerhackt denn Mordret am Ende des Stücks den Freistuhl nicht?

#### Bundesdeutsche Erstaufführung in Kassel
Eine Aufführung über die Zukunftslosigkeit einer Gesellschaft, die auf die niedergehende DDR zielen könnte, empfindet Michael Laage („Die Welt“ vom 5. März 1990) nicht nur als langweilig, sondern geradezu als Fauxpas. Joachim Schmitt-Sasse („Deutsche Volkszeitung“ vom 23. März 1990) schreibt über Camelot bei Wandlitz.

### Besprechungen
Albrecht erzählt die Geschichte der Zensur des Stücks durch die Kulturpolitiker der SED und gibt sechs Besprechungen an. Der Rezensent im „Neuen Deutschland“ wollte das Stück gerne als Warnung des Autors verstanden wissen: Das Errungene dürfe keinesfalls preisgegeben werden. 1990 habe dann Dieter Kranz zu jener Uraufführungskritik geäußert, die DDR-Kritik habe sich notgedrungen einer „Sklavensprache“ – das ist ein Wort Brechts – bedienen müssen. Arnold gibt 27 Besprechungen an. 
Kiewitz hebt die geschlossene Form des Stücks hervor, bespricht das Komische und geht in jeweils eigenen Unterkapiteln psychologisch untermauert auf die Paarbeziehungen Mordret-Jeschute, Orilus-Jeschute, Parzival-Kunneware, Parzival-Blanchefleur, Lancelot-Ginevra sowie Gawains mit den hundert Frauen ein. Kiewitz betont, die oben genannte Rezension im „Neuen Deutschland“ sei „nur aus taktischen Gründen“ so positiv ausgefallen.

## Verfilmung
Am 7. Oktober 1990 strahlte der Deutsche Fernsehfunk den gleichnamigen Fernsehfilm von Fritz Bornemann aus. Reimar J. Baur spielte den Artus, Jenny Gröllmann die Ginevra, Jörg Schüttauf	den Mordret, Volkmar Kleinert den Parzival, Christoph Engel den Keie, Hans-Peter Minetti den Orilus, Christine Schorn die Jeschute und Johanna Schall die Kunneware.

### Textausgaben
Verwendete Ausgabe
- „Die Ritter der Tafelrunde“. S. 131–193 in: Christoph Hein: Die Ritter der Tafelrunde und andere Stücke. 264 Seiten. Aufbau-Verlag, Berlin 1990 (1. Aufl.), ISBN 3-351-01632-8

Ausgaben
- Christoph Hein: Die Ritter der Tafelrunde. Eine Komödie. 69 Seiten. Luchterhand Theater (2. Aufl.), Frankfurt am Main 1990

### Sekundärliteratur
- Michael Töteberg: „Der Anarchist und der Parteisekretär. Die DDR-Theaterkritik und ihre Schwierigkeiten mit Christoph Hein.“ S. 36–43 in: Heinz Ludwig Arnold (Hrsg.): „Text+Kritik. Zeitschrift für Literatur. Heft 111. Christoph Hein.“ München, Juli 1991, ISBN 3-88377-391-3
- Klaus Hammer (Hrsg.): „Chronist ohne Botschaft. Christoph Hein. Ein Arbeitsbuch. Materialien, Auskünfte, Bibliographie.“ 315 Seiten. Aufbau-Verlag, Berlin 1992, ISBN 3-351-02152-6
- Karla Kochta: „Austreibung des Grals?“ S. 223–225 in: ebenda.
- Diskussion mit Christoph Hein am 29. September 1990: „Das Geld ist nicht der Gral.“ S. 226–229 in: ebenda.
- Christl Kiewitz: „Der stumme Schrei. Krise und Kritik der sozialistischen Intelligenz im Werk Christoph Heins.“ 308 Seiten. Stauffenburg Verlag, Tübingen 1995 (Diss. Universität Augsburg 1994), ISBN 3-86057-137-0
- Terrance Albrecht: „Rezeption und Zeitlichkeit des Werkes Christoph Heins.“ 191 Seiten. Peter Lang, Frankfurt am Main 2000, ISBN 3-631-35837-7
- Ilko-Sascha Kowalczuk: Endspiel. Die Revolution von 1989 in der DDR. Beck, München 2009, ISBN 978-3-406-58357-5.